# Апсилы (род)
Апсилы (лат. Apsilus) — род лучепёрых рыб семейства луциановых (Lutjanidae). Представители рода распространены в Атлантическом океане. Максимальная длина тела у разных видов варьируется от 65 до 75 см. Имеют ограниченное промысловое значение.

## Описание
Тело удлинённое, веретенообразной формы. На обеих челюстях зубы в передней части увеличенные, конической формы; а внутренние зубы — ворсинчатые. В передней части челюстей часто имеются клыковидные зубы. На сошнике зубы расположены в виде пятна V-образной или треугольной формы. Межглазничное пространство выпуклое. Один спинной плавник с 10 жёсткими и 10 (редко 9) мягкими лучами. Колючая и мягкая части плавника не разделены глубокой выемкой. В анальном плавнике 3 жёстких и 8 мягких лучей. Последний мягкий луч спинного и анального плавников короче предпоследнего. Грудные плавники длинные с 15—16 мягкими лучами. Нет чешуи на верхней челюсти. На мембранах спинного и анального плавников нет чешуи. Хвостовой плавник выемчатый или усечённый. В боковой линии от 58 до 68 чешуек.

## Биология
Встречаются как в относительно мелководных, так и в умеренно глубоководных участках океана на глубине от 30 до 300 м, обычно над скалистыми грунтами. Ведут одиночный образ жизни или образуют небольшие группы. В состав рациона входят мелкие рыбы, кальмары, донные ракообразные.

## Взаимодействие с человеком
Все представители рода имеют ограниченное промысловое значение. Ловят ярусами, ставными сетями и тралами. Мясо высокого качества. Реализуются в свежем виде.

## Классификация
В составе рода выделяют два вида:
- Apsilus dentatus  Guichenot, 1853 — Антильский апсил, или зубатый апсил
- Apsilus fuscus Valenciennes, 1830 — Бурый апсил, или африканский апсил, или лирохвостый апсил